# Calciobalilla
Il calcio Balilla o calcio-Balilla, detto anche biliardino o calcetto, è un gioco che simula una partita di calcio, in cui i giocatori manovrano, in un tavolo da gioco apposito con sponde laterali, tramite barre (o stecche), le sagome di piccoli calciatori (detti omini o pipotti), cercando di colpire con essi una pallina per spingerla nella porta avversaria. Tale pallina è solitamente realizzata in materiale plastico bianco, piena, con diametro dai 32 mm a 34 mm. Regola da non escludere è che le partite durano fino a raggiungimento del punteggio prestabilito dai contatori posti sopra le porte; le partite dei bambini piccoli possono però durare anche a metà di essi senza finire a punteggio pieno la partita.

## Storia
Le origini del calciobalilla risalgono al periodo tra la prima e la seconda guerra mondiale in Europa, ma non si conosce con certezza l'autore. Tra i possibili inventori sono citati in Germania il tedesco Broto Wachter e in Francia un operaio della Citroën, in Inghilterra l'inglese Harold Sea Thornton registrò il brevetto di un "apparato per giocare un gioco di football" nel 1922, ma comunque nei primi anni del XX secolo sono stati registrati numerosi brevetti per giochi di questo tipo, con piccoli miglioramenti e differenze, rendendo difficile riuscire a stabilire con precisione chi fosse l'inventore originale. In Spagna l'invenzione viene accreditata a Alejandro Finisterre, che comunque ha registrato un brevetto per il futbolín solo nel 1937. Il primo biliardino italiano sarebbe stato costruito artigianalmente da un artigiano di Poggibonsi nel 1937.
La produzione industriale dei calciobalilla è iniziata in Francia nel 1947 quando il marsigliese Marcel Zosso creò i primi biliardini in serie simili a quelli che conosciamo oggi. Il successo è stato immediato, soprattutto nel sud del Paese, tanto che Zosso ha iniziato a esportare all'estero la propria attività. Nel 1949 Zosso è arrivato in Italia dove, curiosamente, ha trovato dei fornitori tra i produttori di casse da morto. La famiglia Garlando è stata tra le prime a produrre biliardini: nel 1950 è stato realizzato il primo di una lunghissima serie, visto che oggi Garlando è diventato leader mondiale del settore.
Negli anni cinquanta il calciobalilla si è diffuso anche negli Stati Uniti d'America, anche se per il boom vero e proprio si è dovuto attendere qualche anno, quando i soldati americani che avevano combattuto in guerra in Europa sono ritornati a casa e l'hanno fatto conoscere a parenti e amici. Oggi il calciobalilla è diffuso in tutto il mondo ed è considerato un vero e proprio sport, con tanto di federazioni, associazioni e campionati.
Dagli anni cinquanta la disciplina ha iniziato ad assumere le caratteristiche di sport, grazie all'organizzazione di tornei. A Parigi si è svolta la prima Coppa del Mondo nel 1998, giocato su tavoli Bonzini.

## Regolamento
Il regolamento vale sia per le partite giocate in singolo che in doppio ad eccezione di alcune regole aggiuntive applicate solo per il singolo, come la regola per cui le stecche non possono rimanere alzate se non impugnate.
A sorte si decide chi inizia il gioco. A discrezione dei giocatori si può effettuare la battuta dal centro campo oppure dalla difesa, fermo restando che in entrambi i casi la pallina prima di essere lanciata verso la porta avversaria deve essere fatta battere contro una sponda del campo di gioco. Le palline successive andranno a chi ha subito goal. È possibile passarsi la palla tra ometti di stecche diverse e anche della stessa stecca per un massimo di 10 secondi. Trascorso questo termine bisogna effettuare un tiro, altrimenti si commette fallo. Se l'ultimo passaggio è effettuato tra 2 ometti della stessa stecca o se si ferma la pallina, oppure se lo stesso ometto tocca la pallina 2 volte, prima di tirare in porta, bisogna far battere la pallina sulla sponda. In caso contrario si commette fallo.
I Falli: chi tira in porta facendo girare la stecca più di 360 gradi, commette fallo. Non si possono sbattere le stecche, perché può essere fonte di distrazione, ma non è considerato fallo vibrare la stecca.
Il pallonetto (ovvero quando la pallina scavalca una o più stecche) non è consentito. Dopo un pallonetto, anche fortuito, la palla deve essere fatta battere su una sponda prima di tirare, altrimenti si commette fallo.
Nel caso un giocatore commetta fallo, se la pallina passa all'avversario, sarà concessa la regola del vantaggio, in caso contrario essa verrà rimessa dal centro. L'eventuale goal sarà annullato.
Se la pallina entra in porta e ne esce fortuitamente, il goal sarà considerato valido.

## Nomi
Il nome italiano di calciobalilla deriva dal nomignolo del giovane patriota genovese Giovan Battista Perasso, detto appunto "Balilla".
In Italia viene anche popolarmente denominato biliardino, fubalino, baruchello, calcetto, calcino, pincanello, subotto. In Svizzera italiana viene chiamato footbalino.

## Federazioni

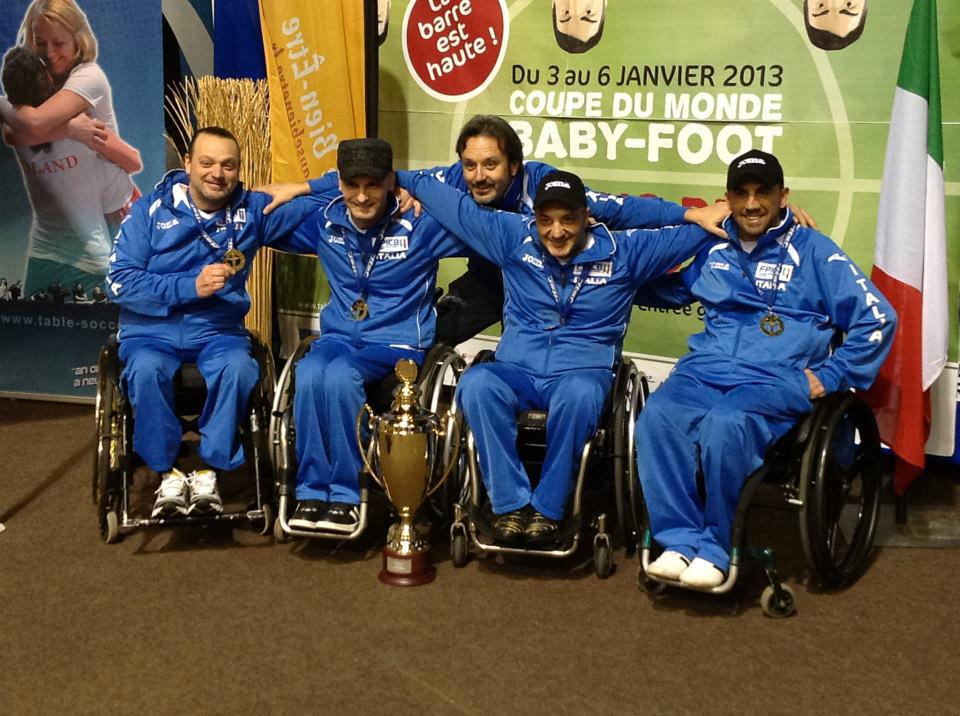
La Nazionale italiana di Calcio Balilla Paralimpico, Campione del Mondo 2013. Da sinistra a destra: Alessandro Nigra Gattinotta, Fabio Cassanelli, Roberto Falchero (coach), Francesco Bonanno, Roberto Silvestro

La Federazione Internazionale di Calcio da Tavolo (International Table Soccer Federation, ITSF) è stata fondata nell'agosto del 2002 e conta oltre 50 nazioni affiliate, tra cui per l'Italia la Federazione Paralimpica Italiana Calcio Balilla, la Federazione Italiana Sport Calcio Balilla e la Lega Italiana Calcio Balilla.
La Federazione Paralimpica Italiana Calcio Balilla (FPICB), fondata nel 2011 e riconosciuta dal Comitato Italiano Paralimpico, è ad oggi l'unica Federazione in Italia strutturata per attribuire titoli sportivi.

## Tavoli
Esistono diversi tipi di tavoli da biliardino e stili particolari legati ai paesi di provenienza. Esistono gli stili francese, americano, italiano, belga e cinese. Le marche più famose dei tavoli sono Garlando, Bonzini, Tornado, Roberto-Sport, Fas Pendezza, Eurosoccer, Eurostar, Kicker, Löwen-Soccer, Warrior, Lehmacher, Tecball, Fabi, Fireball, Cr, Rigel, Leonheart. Normalmente, la lunghezza di un tavolo da calciobalilla oscilla tra i 110 e i 120 centimetri, mentre la larghezza va dai 65 ai 72 centimetri, con rampe agli angoli e qualche volta ai lati per evitare i “punti morti”, in cui la pallina rischierebbe di fermarsi.
Tradizionalmente ci sono otto file di omini da calciobalilla, quattro per ognuna delle due squadre, distinte dai colori rosso e blu. Ogni formazione ha 3 attaccanti, 5 centrocampisti, 2 difensori e 1 portiere.
In Spagna 4 attaccanti, 3 centrocampisti, 3 difensori e 1 portiere.
È un gioco simbolo delle sale da giochi, in particolar modo degli oratori.
I tavoli ufficiali dell'ITSF sono cinque: Bonzini, Garlando, Roberto Sport, Leonhart e Tornado.
Il giusbalino (o jusbalino) è la variante del calciobalilla realizzata per due giocatori; nel tavolo sono presenti solo quattro stecche, con portieri e coppie di difensori.

## Specialità
Il gioco del calciobalilla non è universale, ma esistono diverse specialità. Le regole utilizzate in Italia, ad esempio, sono diverse rispetto a quelle degli altri Paesi. All'estero e nelle competizioni internazionali sono infatti consentiti i tiki taka, ossia passaggi da un giocatore all'altro della stessa linea, ma anche passetti stop e tiro, palle ferme e trascinate. Pratiche che in Italia sono assolutamente proibite e che penalizzano non poco i giocatori italiani nelle competizioni fuori dalla Penisola, dato lo svantaggio tattico che comporta il non poter essere allenati a usarle.
Si può aggiungere che ci sono altre "specialità" utilizzate per competizioni amatoriali organizzate da EPS o ASD, le più comuni sono: Tradizionale e Volo. Negli anni si sono create altre specialità più regionali o legate alla fantasia di una ASD.
Colpi tipici del gioco all'italiana hanno varie definizioni che derivano dalla regione in cui si pratica, come ad esempio: la Napoletana, ossia il tiro dal tridente con l'attaccante centrale che “spizzica” la pallina in modo che finisca in porta dopo aver colpito la sponda, e la “cinese” che consiste nel tirare dal tridente la palla in sponda e poi colpirla subito con l'attaccante. Oltre a: Tavoletta, simile alla cinese ma con palla spostata con il fianco dell'ometto; Cavalluccio, dal nome del suo inventore Mimmo Cavalluccio, simile alla napoletana ma con mano chiusa; Mattonella, detta anche "uno due"; Frusta o Caruso; Mossa proibita; Maionese, tiro dal centrocampo passato dall'attacco; Siracusana; Gancio sardo; Flash, detto anche "contropiede", Flash di centrocampo; Spondina, tiro dalla difesa di grande uso detto anche rattaiola; Spondone, tiro dalla difesa di grande efficacia; Scaleno dalla difesa; Doppietta Rovesciata, a mano aperta ma posta sulla stecca compiendo al massimo un giro; Finta di corpo; Strappata; Veronica.
Il gioco più comune al bar è il Volo,  il quale prevede solamente un singolo tocco di palla per ogni stecca da parte del giocatore in una giocata, fatta eccezione dei casi in cui, in velocità, viene intercettata e subito tirata.